# Liste des évêques et archevêques de Verceil

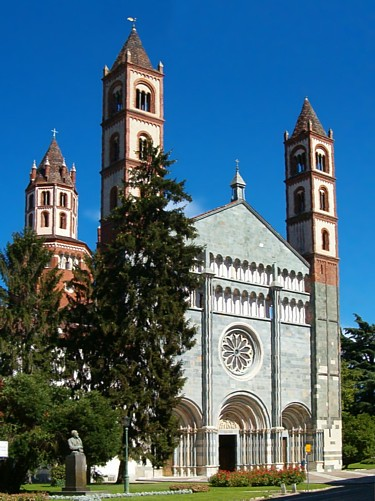
Basilique Saint-André

La liste des évêques et archevêques de Verceil recense le nom des évêques qui se sont succédé sur le siège épiscopal, puis archidiocèse de Verceil (lat. : archidioecesis Vercellensis), chef-lieu de la province homonyme dans la région du Piémont, en Italie. Verceil est le siège de l'archevêché.
Cet ancien diocèse, fondé avant le IIIe siècle, est élevé au statut d'archidiocèse en 1817.

## Les évêques, puis archevêques
Dans la liste ci-dessous, le signe † signifie que l'évêque est mort en fonction. Le signe * signifie qu'il a démissionné avant sa mort, sans être immédiatement déplacé vers un autre diocèse.

### Évêques de Verceil (IVe–1817esiècle)
- St Eusèbe (354–1er août 371†)
- St Limenius ou Simenius (371–396), qui a baptisé et consacré St Ambroise de Milan
- St Honoratus (396–415), qui a administré le viatique à St Ambroise
- St Duscolius (415–430)
- St Didace (430-435)
- St Albin (435-1er mars 451)
- St Justinien (451–452)
- St Simplice (470)
- St Massimilien (...-478)
- St Lanfranc (490-...)
- St Emilien I (501–503), qui a fait construire un aqueduc pour la ville à ses frais
- St Eusèbe II (515–520)
- St Costant (530-...)
- St Flavien (541-...), qui a décoré l'abside de la basilique originelle de Verceil
- St Vedaste (553-...)
- St Tiberius (571-...)
- St Didace (576-...)
- St Bérard (589-...)
- St Filosophe (vers 600-9 novembre 618)
- St Bonosus (617–626)
- N.N. (?)
- St Cirille (638-...)
- St Damien (652-...)
- St Emilien II (653-...)
- N.N. (?)
- St Celsus (vers 665-...)
- St Théodore (679–680†)
- N.N. (?)
- St Magnenzien (694-...†)
- N.N. (?)
- St Emilien III (707)
- N.N. (?)
- St Rodolphe (?)
- Siegfried (?)
- Peregrinus (?)
- Krisantus (vers 776)
- Buringus (vers 783)
- Gisus (vers 790)
- Cunipert (vers 795)
- St Albin II (vers 800-vers 826†)
- Autéric (827-...)
- Nottingus (830-...)
- Luviduard (841-...)
- Norgaudus (844-...), qui a rétabli la vie commune parmi les chanoines
- Aldagardus (864–879)
- Conspert (879–880)
- Liutward (880–899), archichancelier de Charles III le Gros et tué lors de l'invasion des Hongrois
- Ludmard (900–901)
- Sebastien (901-...)
- Didace (904–912)
- Regenbert (912-924), qui, bien que simple évêque, reçu du pape Anastase III l'autorisation de porter le pallium à vie
- Atton (924–960), fils d'Aimone, comte de Verceil, réformateur de la discipline ecclésiastique et chancelier de Lothaire II; il a ordonné la création d'écoles dans chaque paroisse du diocèse
- Ingon (961–9 décembre 977)
- St Pierre Ier (978–997), un Allemand attaché à Otton II avec lequel il a combattu les Sarrasins dans le sud de l'Italie; vaincu et devenu esclave, il est envoyé en Egypte. Il ne revient que pour être tué par Arduino, marquis d'Ivrée, qui, espérant devenir lui-même roi d'Italie, fait brûler la cathédrale de Verceil et disperser les restes de ceux qui y sont enterrés
- Reginfrid (997-997)
- Léon (999–1026), autre prélat allemand devenu chancelier des empereurs romains Otto III et Henri II
- St Pierre II (?)
- Ardericus (1026– vers 1044)
- Grégoire (1044– vers 1077)
- Vennericus (1077-1082 ou 1083)
- Regennerus ou Reinerius (avant 1089-1082 ou 1083)
- Regembertus (1096?–1098?)
- Sigefried (avant 1110– après 1117)
- Anselme (avant 1124-après 1132), premier évêque à détenir également le titre de comte de Verceil
- Ardizionus
- Gisulphus (1133-...)
- Azon (...–1135)
- Gisulphus II Avogadro (1135–après 1148), rétablit la vie commune des chanoines en 1144
- Uguzio (1150–28 novembre 1170)
- Lambert (1170–1182)
- Guala Bicchieri (1182–1184)[1]
  - ou Uberto Crivelli (décembre 1182 - 9 mai 1185), également archevêque de Milan, jusqu'à son élection au pontificat (Urbain III)[2]
- St Albert de Jérusalem (1185–1205), chanoine régulier à Mortara, puis élu évêque de Bobbio, mais déplacé à Verceil; fait prince du Saint-Empire romain germanique (Reichsfürst) en 1191; fondateur de la chaire de théologie de la cathédrale, élu patriarche latin de Jérusalem (1204-1214); a approuvé la Règle de l'Ordre des Carmélites
- Lothère (1205–1208)
- Aliprand (1208-26 septembre 1213)
- Guillaume (1213-1213)
- Ugo de Sessa (1213–4 novembre 1235)
- Jacques I Carnarie (1236–15 février 1241)
- Martin Avogadro de Quaregna (1244–1268)
- Aymon (Aimone) de Challant (21 décembre 1273–19 juin 1303)
- Reinerius Avogadro (9 août 1305–19 novembre 1310), qui a initialement refusé son élection ; il s'est opposé aux partisans de Fra Dolcino
- Ubertus (1310–1328), sixième et dernier d'une longue lignée des Avogadro, comtes-évêques de Verceil
- Lombard della Torre (16 décembre 1328–9 avril 1343)
- Emmanuel Fieschi (25 juin 1343–1347)
- Giovanni Fieschi (12 janvier 1348–1384)
- Louis de Fiesque (Ludovico Fieschi en italien) (1384–1406), puis administrateur du diocèse de Carpentras
- Matthieu Gisalberti (1406–1412)
- Ibletus Fieschi (1412–1437)
- Guillaume II Didier (Guglielmo Didier) (17 mai 1437–1452*), électeur de l'antipape Félix V
- Jean II de Gilliac (2 octobre 1452–26 mai 1455†)
- George de Gilliac (28 mai 1455–1458†)
- Amedeo Nori / Amedée de Nores (17 mars 1459–1469†)
  - 1459 : Henri de Albertis, évêque auxiliaire, puis [3]
- Urbain Bonivard (Famille Bonivard), O.S.B. (4 mai 1469–16 juillet 1499†)
- Gianstefano Ferrero / Jean Étienne Ferrero (16 juillet 1499–21 janvier 1502*), coadjuteur à partir du 24 avril 1493, créé cardinal, déplacé au diocèse de Bologne
- Giuliano della Rovere (24 janvier 1502–1er novembre 1503), élu pape (Jules II)
- Jean Étienne Ferrero (1er novembre 1503–5 novembre 1509), réinstallé, puis administrateur du diocèse d'Ivrée
- Boniface Ferrero (5 novembre 1509–17 septembre 1511), puis évêque d'Ivrée
- Augustin Ferrero, O.Cist. (17 septembre 1511–1er septembre 1536†)
- Boniface Ferrero (1er septembre 1536–20 décembre 1536*), réinstallé
- Pierre François Ferrero (20 décembre 1536–2 mars 1562*)
  - Auxiliaire: Melchiore Cribelli, O.P. (20 février 1540 - ? )
- Guido Luca Ferrero (2 mars 1562–17 octobre 1572*)), fondateur du séminaire, qui embellit la cathédrale et introduit la réforme tridentine; créé cardinal
- Jean François Bonomo (17 octobre 1572–26 février 1587†), a poursuivi la réforme et remplacé (1573) le rite eusébien par le rite romain
- Costanzo da Sarnano, O.F.M.Conv. (6 avril 1587–29 mai 1589*)
- Conrad Asinari (29 mai 1589–1590†)
- Marc-Antoine Vitia (13 août 1590–1599*)
- Juan Esteban (Giovanni Stephano) Ferrero, O.Cist. (29 mars 1599-21 septembre 1610†)
- Jacob Goria (17 août 1611–3 janvier 1648†)
- Sede vacante
- Hieronimus della Rovere (5 mai 1660–20 janvier 1662†)
- Michel-Ange Broglia (30 juillet 1663–mai 1679†)
- Victor Augustin Ripa (27 novembre 1679–3 novembre 1691†)
- Jean Joseph Marie Orsini, C.R.L. (24 mars 1692–août 1694†)
- Sede vacante
- Joseph Antoine Bertodano (3 juin 1697–4 mai 1700†)
- Jérôme François Malpasciuto (30 juillet 1727–9 août 1728†)
- Charles-Vincent Ferreri Thaon, O.P. (23 décembre 1729–9 décembre 1742†)
- Gian Pietro Solaro (15 juillet 1743–janvier 1768†)
- Victor Marie Costa di Arignano (11 septembre 1769–28 septembre 1778), cardinal, transféré à l'archidiocèse de Turin
- Charles Joseph Filippa della Martiniana (12 juillet 1779–7 décembre 1802†), cardinal
- Jean Baptiste Canaveri, C.O. (1er février 1805–11 janvier 1811†), auparavant évêque de Biella

### Archevêques (1817-)
- Giuseppe Maria Grimaldi (1er octobre 1817–1er janvier 1830†)
- Alexandre d'Angennes (24 février 1832–8 mai 1869†)
- Célestin Matteo Fissore (27 octobre 1871–5 avril 1889†)
- Lorenzo Carlo Pampirio, O.P. (24 mai 1889–26 décembre 1904†)
- Teodoro Valfrè di Bonzo (27 mars 1905–14 septembre 1916), nommé nonce apostolique en Autriche
- Bx Giovanni Gamberoni (22 mars 1917–17 février 1929†), auparavant évêque de Chiavari
- Giacomo Montanelli (17 février 1929–6 mai 1944†), auparavant évêque de Crema, puis coadjuteur de Verceil le 23 novembre 1928
- François Imberti, O.P. (10 octobre 1945–5 septembre 1966*), auparavant évêque d'Aoste
  - Auxiliaire: Giovanni Picco (15 novembre 1962-5 novembre 1967)
- Albino Mensa (12 octobre 1966–4 juin 1991*), auparavant évêque d'Ivrée
- Tarcisio Bertone, S.D.B. (4 juin 1991–13 juin 1995), nommé secrétaire de la Congrégation pour la Doctrine de la Foi, futur cardinal secrétaire d'État
- Enrico Masseroni (10 février 1996–27 février 2014[4]*), auparavant évêque de Mondovi
- Marco Arnolfo depuis le 27 février 2014[4]